# Riukiu

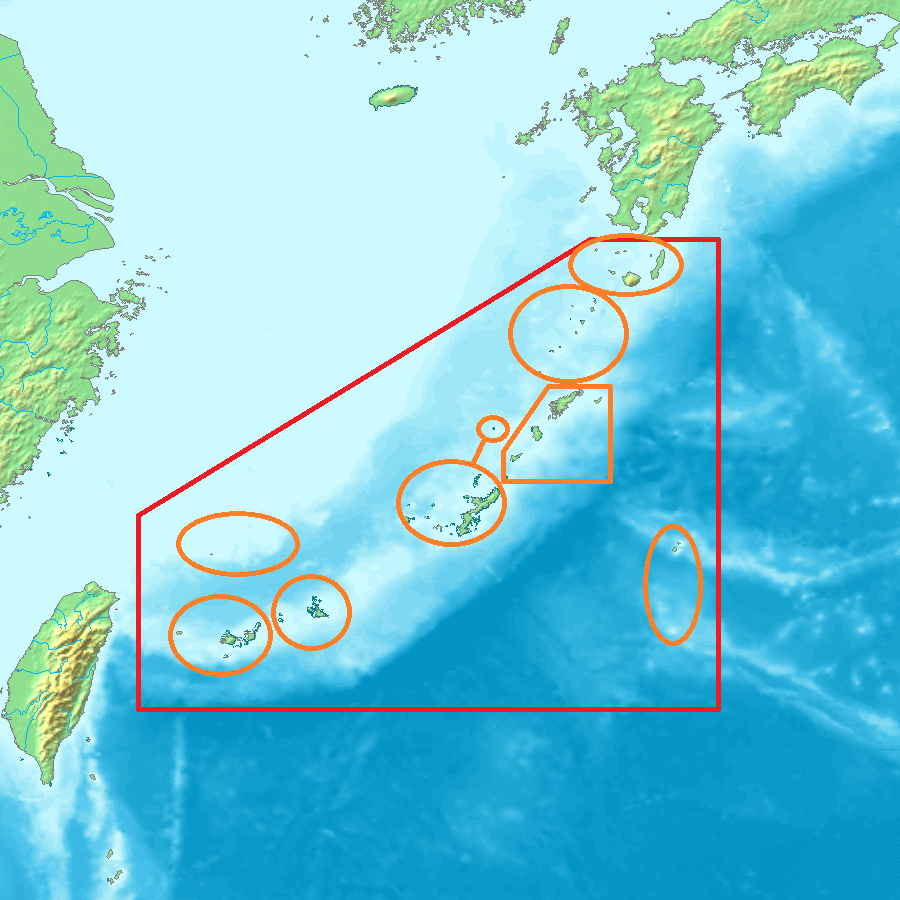
Zasięg archipelagów na południowym zachodzie Japonii:
Od północy kolejno (zamknięte pomarańczową linią) są to archipelagi: Ōsumi, Tokara, Amami, Okinawa, Miyako, Yaeyama. Na północ od dwóch ostatnich zaznaczono sporne wyspy Senkaku. W znacznym oddaleniu na wschód znajdują się wyspy Daitō

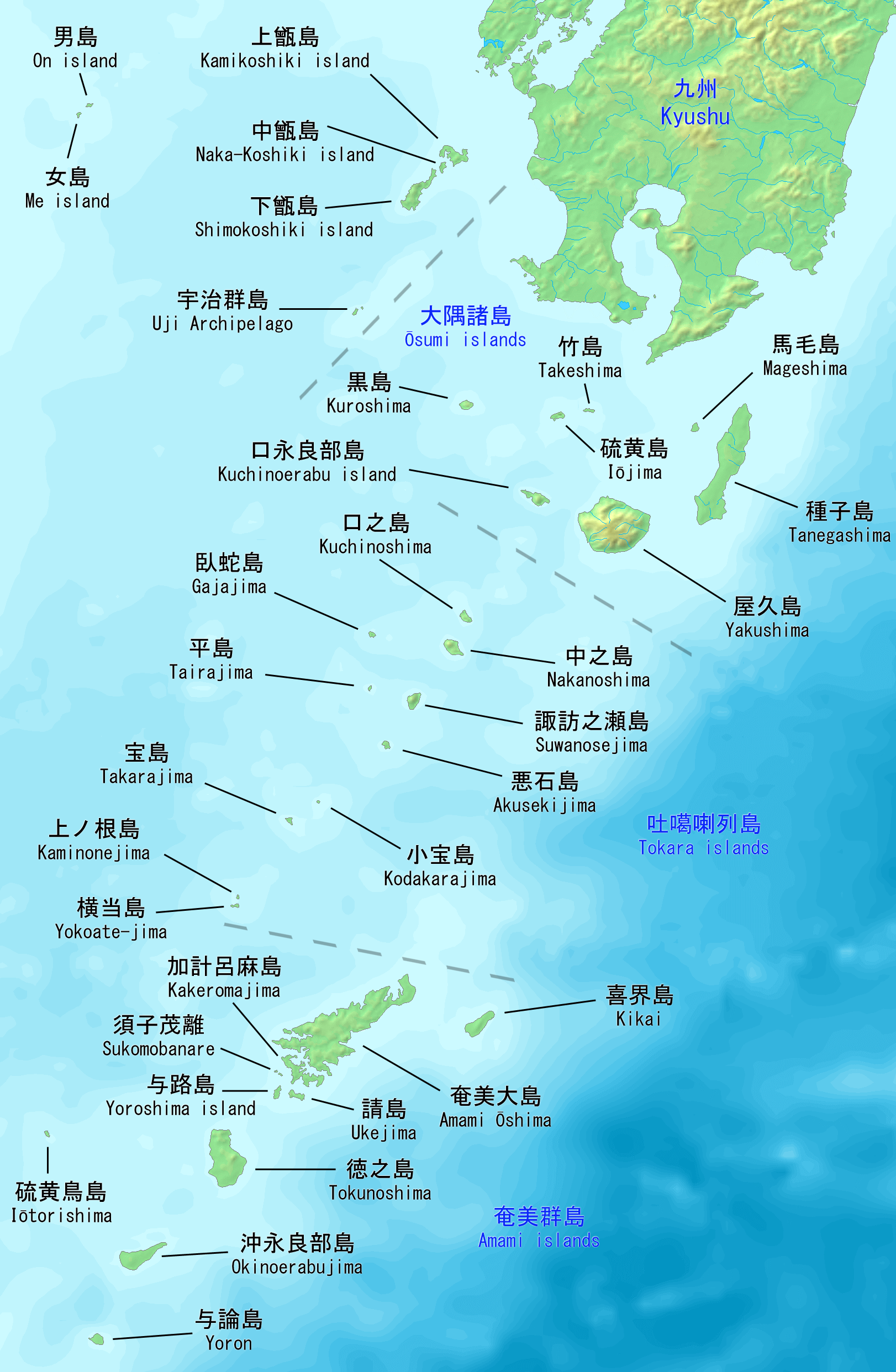
Archipelag Satsunan składający się z trzech mniejszych archipelagów: Ōsumi, Tokara, Amami (prefektura Kagoshima)

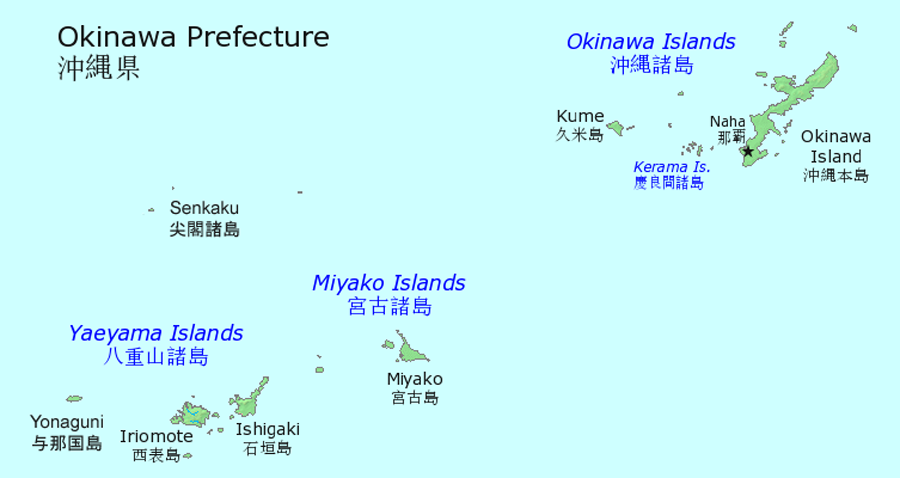
Prefektura Okinawa

Riukiu (jap. 南西諸島 Nansei-shotō) – archipelag rozciągający się między Tajwanem a Kiusiu, należący do Japonii. Japońska nazwa Nansei-shotō oznacza „Archipelag Południowo-Zachodni”. Jest to łuk wysp o długości około 1200 km oddzielający Morze Wschodniochińskie od Morza Filipińskiego. Według podziałów japońskich Ryūkyū-shotō (琉球諸島) tworzy południową część Nansei-shotō, a Satsunan-shotō (薩南諸島) – północną.

## Terminologia
Z nazewnictwem tych wysp i archipelagów wiąże się wiele nieporozumień i odmiennych interpretacji wynikających z przyczyn historycznych, geograficznych, geologicznych, politycznych, ekonomicznych i językowych. 
Z powyższych powodów obecny termin „wyspy Riukiu” lub „archipelag Riukiu” (Ryūkyū-shotō, 琉球諸島) był rozumiany inaczej i częściowo jest nadal:
- na Zachodzie, w tym w Polsce[2][3] – jako równoznaczny z całym „archipelagiem Nansei” (Nansei-shotō, 南西諸島), rozciągniętym łukiem od Kiusiu do Tajwanu (od 31 równoleżnika do 24);
- w Japonii – jako odnoszący się do archipelagów i grup wysp usytuowanych tylko pomiędzy Okinawą i Tajwanem (od 27 równoleżnika do 24). Wiąże się to z istnieniem w przeszłości Królestwa Riukiu[1].

Współczesne mapy Japonii sytuują Ryūkyū-shotō na południe od 27 równoleżnika, od wyspy Yoron w archipelagu Amami, aż do 24 równoleżnika, czyli wysp Yonaguni i Iriomote w archipelagu Yaeyama. Wszystkie te wyspy należą administracyjnie do prefektury Okinawa. Należą do niej także oddalone od głównego łuku archipelagu Nansei i geograficznie odrębne grupy wysp: Senkaku (sporne z Chinami i Tajwanem) i Daitō.
Na północ od 27 równoleżnika, aż do Kiusiu, rozciąga się archipelag Satsunan (Satsunan-shotō, 薩南諸島) czyli „wysp na południe od Satsumy”. Satsunan-shotō obejmuje archipelagi: Amami, Tokara i Ōsumi. Wszystkie te wyspy należą administracyjnie do prefektury Kagoshima.
Ze względu na zróżnicowanie nazw w odniesieniu do wysp, wysepek, skał, archipelagów i grup wysp, w języku japońskim używane są następujące słowa:
- shotō (諸島) – archipelag, grupa wysp, jakakolwiek grupa wysp;
- rettō (列島) – archipelag, łańcuch wysp, linia wysp, wyspy w szeregu, łuk wysp;
- guntō (群島) – archipelag, grupa wysp tworząca krąg, mieszana grupa wysp;
- ritō, hanare-jima (離島) – izolowana wyspa, odległa wyspa;
- kotō (孤島) – samotna wyspa;
- iwa (岩) – skała (występują m.in. w nazwach skał należących do spornej grupy Senkaku);
- shima, jima, tō – wyspa, wyspy.

## Geologia
Cały łańcuch wysp Riukiu (właśc. nazwa Nansei) tworzy łuk wyspowy, powstały ponad strefą subdukcji w miejscu styku płyty eurazjatyckiej z płytą filipińską. Są to wyspy wulkaniczne. U wschodnich wybrzeży Riukiu rozciąga się rów Riukiu, głęboki rów oceaniczny.

## Podział na grupy wysp
- Nansei-shotō (Wyspy Południowo-Zachodnie; podział według Hydrographic and Oceanographic Department, Japan Coast Guard oraz 日本地図 (Atlas Japonii) wydany przez wydawnictwo Seibido Shuppan w 2018 roku)[6][1]

- - Satsunan-shotō (administracyjnie należy do prefektury Kagoshima)
    - Ōsumi-shotō: Tane-ga-shima, Yaku-shima, Kuchinoerabu-shima, Mage-shima, Take-shima, Kuro-shima, Iō-jima (zwana także Satsuma Iō-jima lub Tokara Iō-jima), Shōwa Iō-jima (zwana także Shin-Iō-jima)
    - Tokara-rettō: Kuchi-no-shima, Naka-no-shima, Gaja-jima, Suwanose-jima, Akuseki-jima, Taira-jima, Kodakara-jima, Takara-jima
    - Amami-guntō: Amami Ōshima, Kikai-jima, Kakeroma-jima, Yoro-shima, Uke-shima, Tokuno-shima, Okinoerabu-jima, Yoron-jima

- - Ryūkyū-shotō (należy administracyjnie do prefektury Okinawa)
    - Okinawa-shotō: Okinawa, Kume-jima, Iheya-jima, Izena-shima, Aguni-jima, Ie-jima, Iōtori-shima
      - Kerama-shotō: Tokashiki-jima, Zamami-shima, Aka-shima, Geruma-shima

    - Sakishima-shotō
      - Miyako-rettō: Miyako-jima, Ikema-jima, Ōgami-jima, Irabu-shima, Shimoji-shima, Kurima-jima, Minna-jima, Tarama-shima
      - Yaeyama-rettō: Iriomote-jima, Ishigaki-jima, Taketomi-jima, Kohama-jima, Kuro-shima, Aragusuku-jima, Hatoma-jima, Yubu-jima, Hateruma-jima, Yonaguni-jima
      - Senkaku-shotō (roszczenia Chin i Tajwanu): Uotsuri-jima, Kuba-jima, Taisho-jima, Kita Kojima, Minami Kojima

- - Daitō-shotō: Kita Daitō-jima, Minami Daitō-jima, Oki Daitō-jima (wyspy te geograficznie nie należą do archipelagu Nansei, ale administracyjnie do prefektury Okinawa)

## Galeria

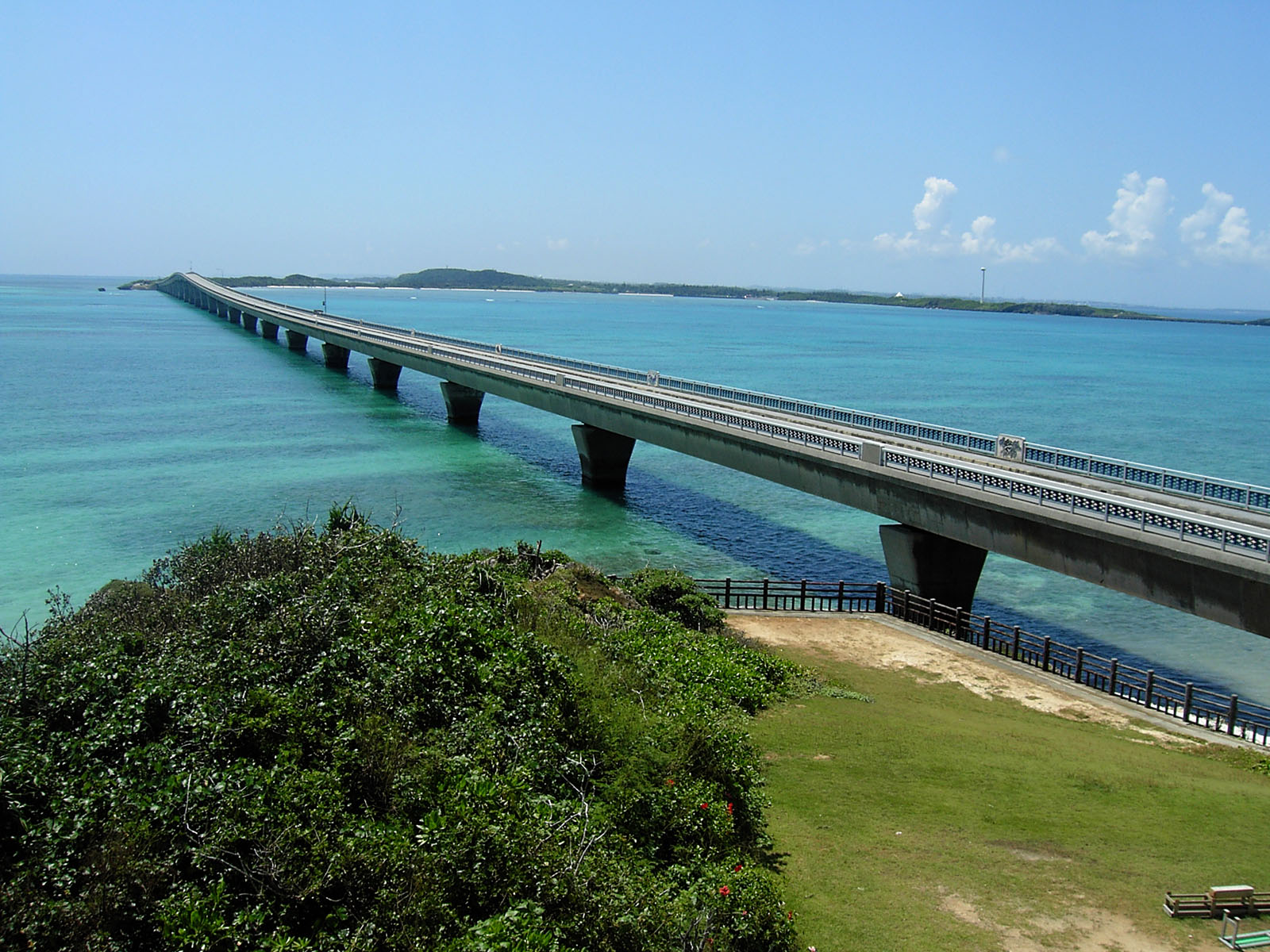
Most łączący wyspy Miyako i Ikema w archipelagu Miyako
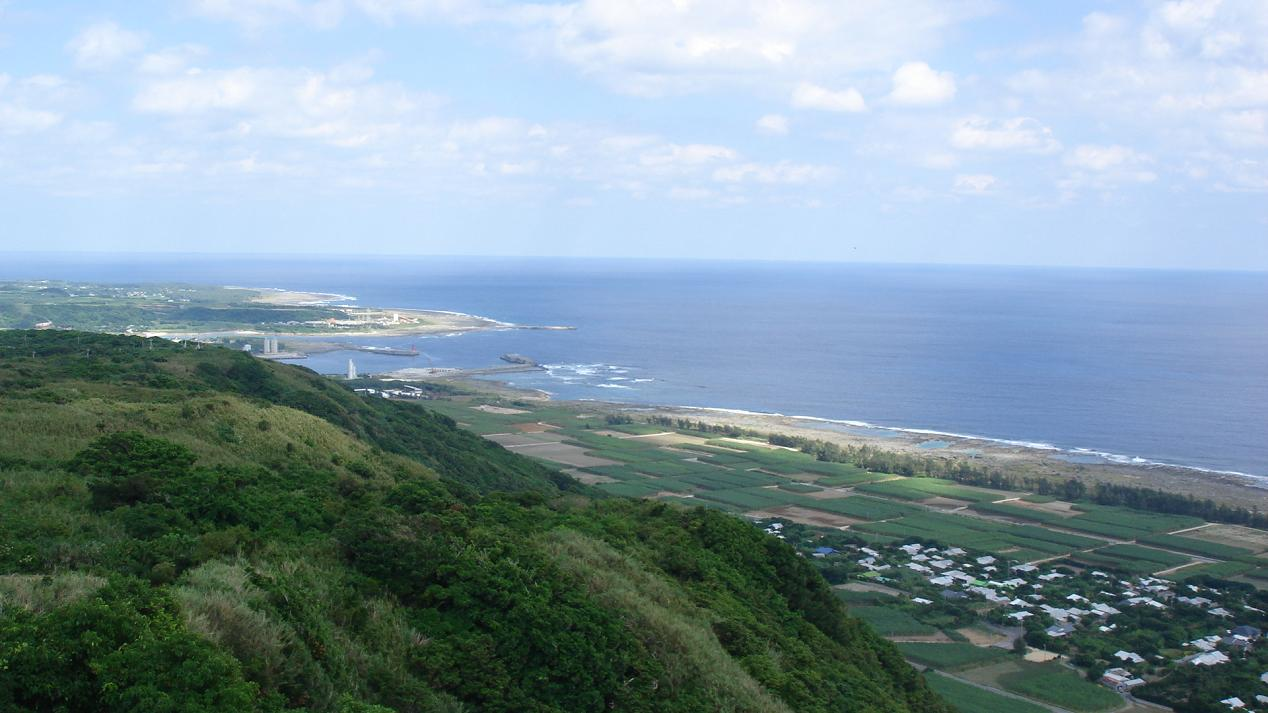
Wybrzeże wyspy Kikai w archipelagu Amami
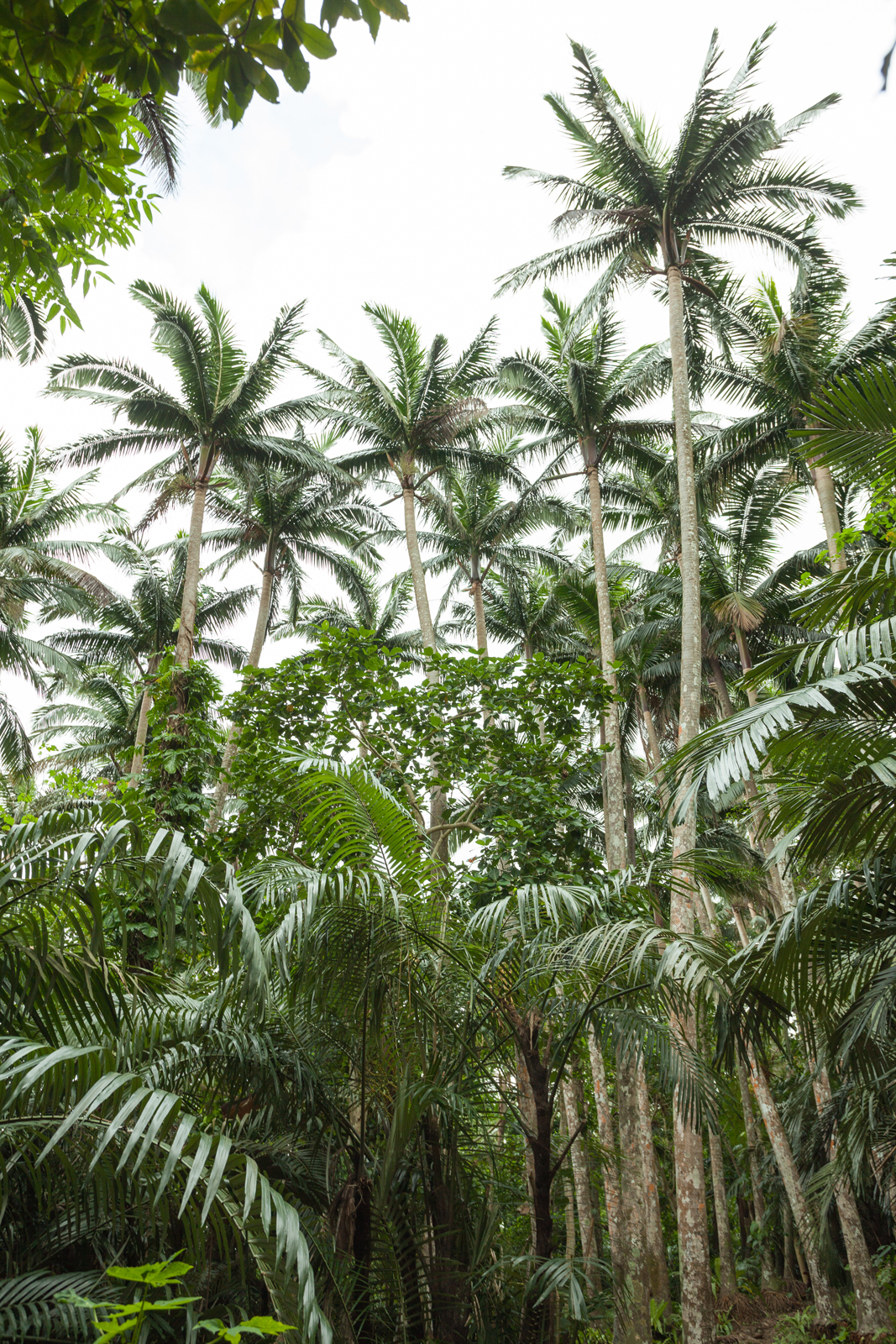
Palmy satake (Satakentia liukiuensis) na wyspie Ishigaki
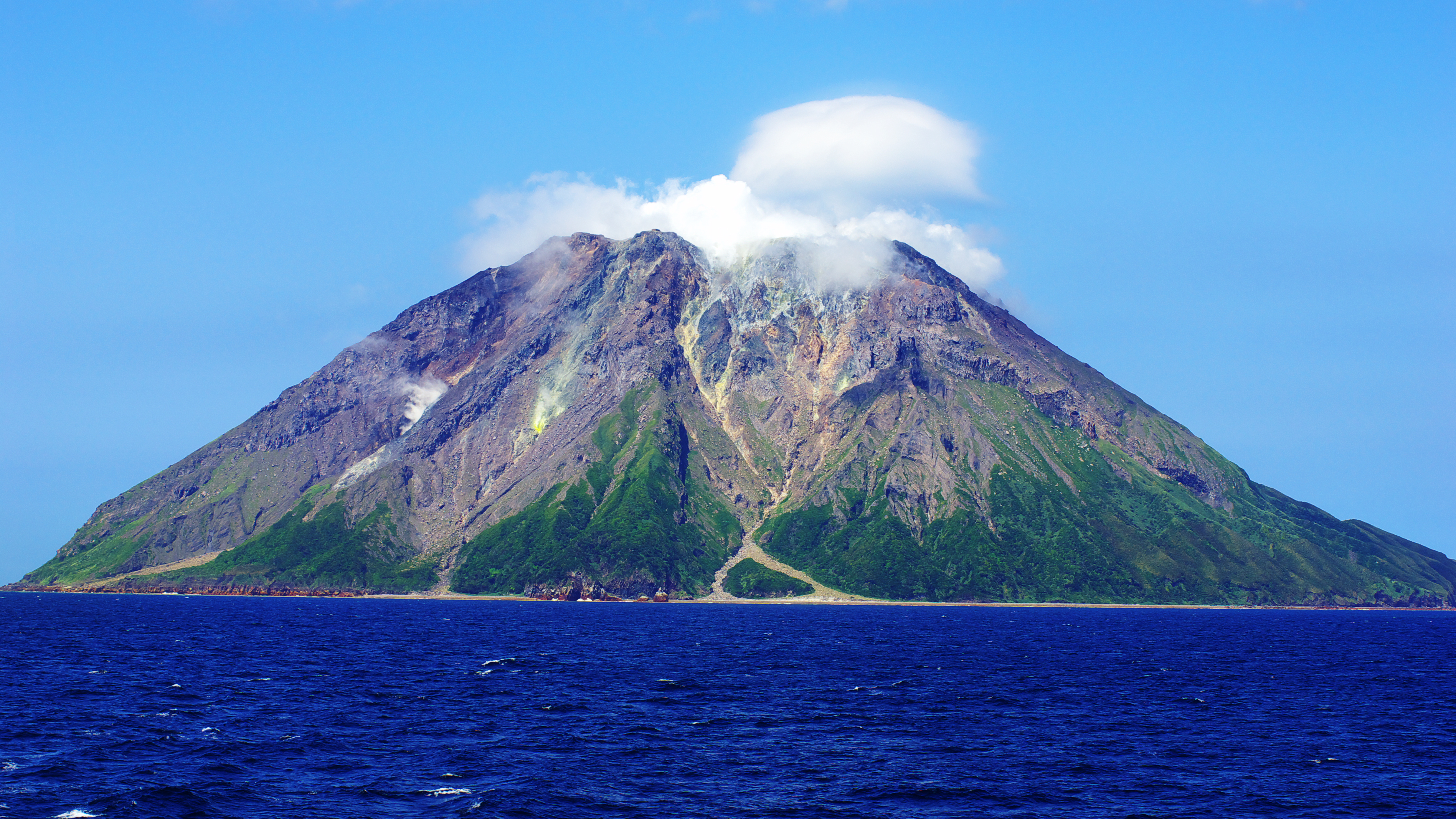
Satsuma Iō-jima
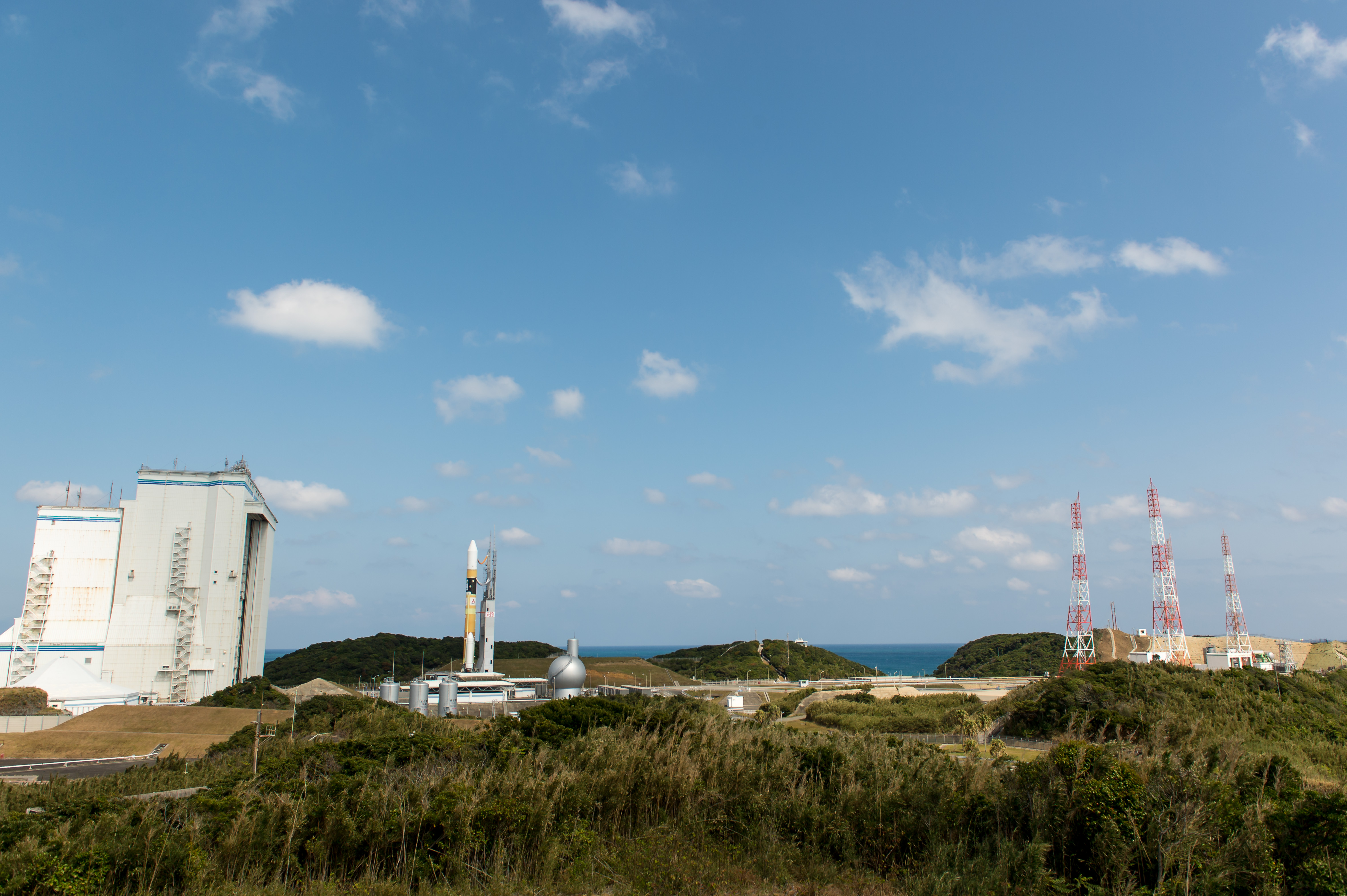
Centrum kosmiczne na wyspie Tane-ga-shima